# Liparis latifolia
Liparis latifolia är en orkidéart som beskrevs av John Lindley. Liparis latifolia ingår i släktet gulyxnen, och familjen orkidéer. Inga underarter finns listade i Catalogue of Life.

## Bildgalleri

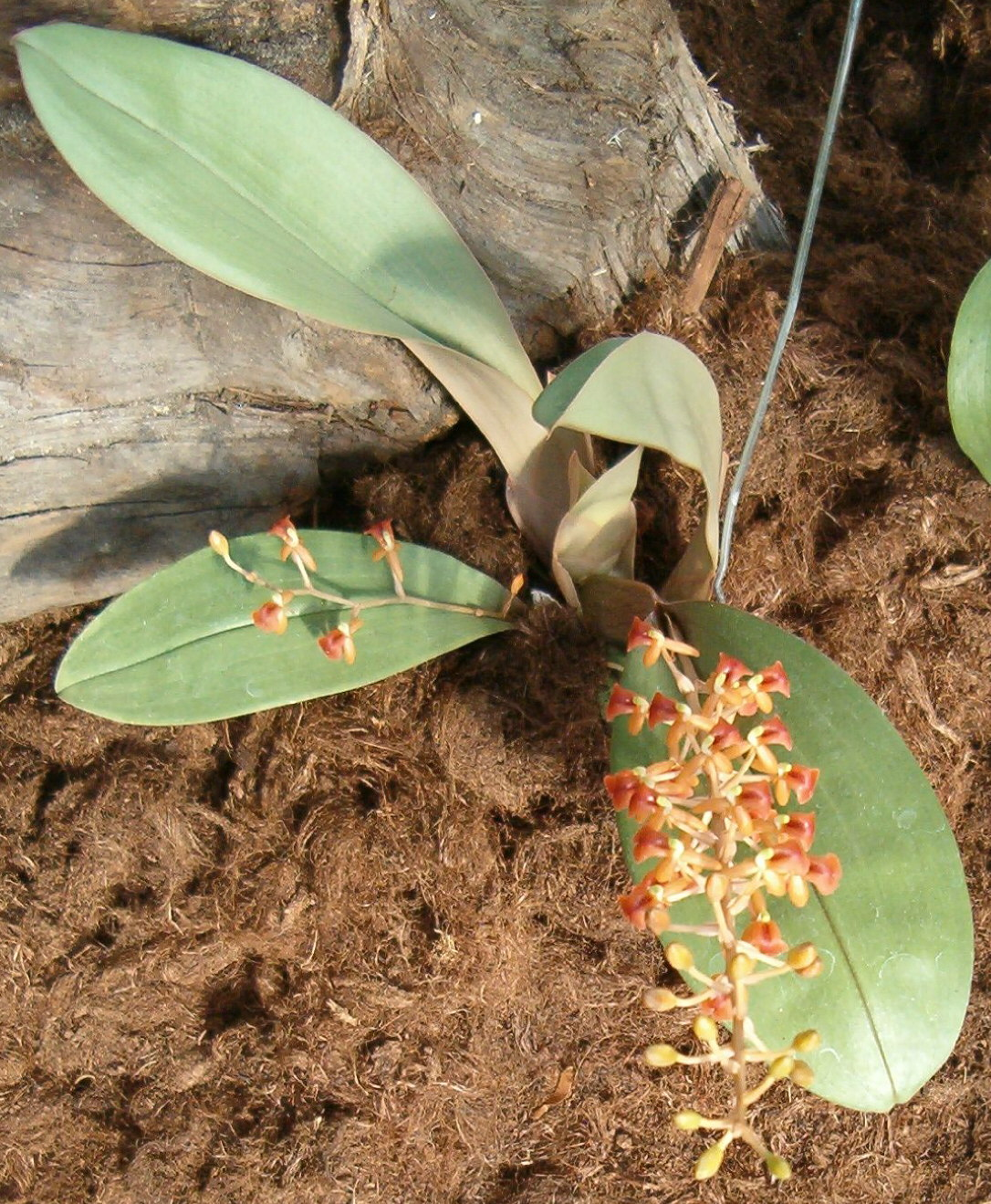
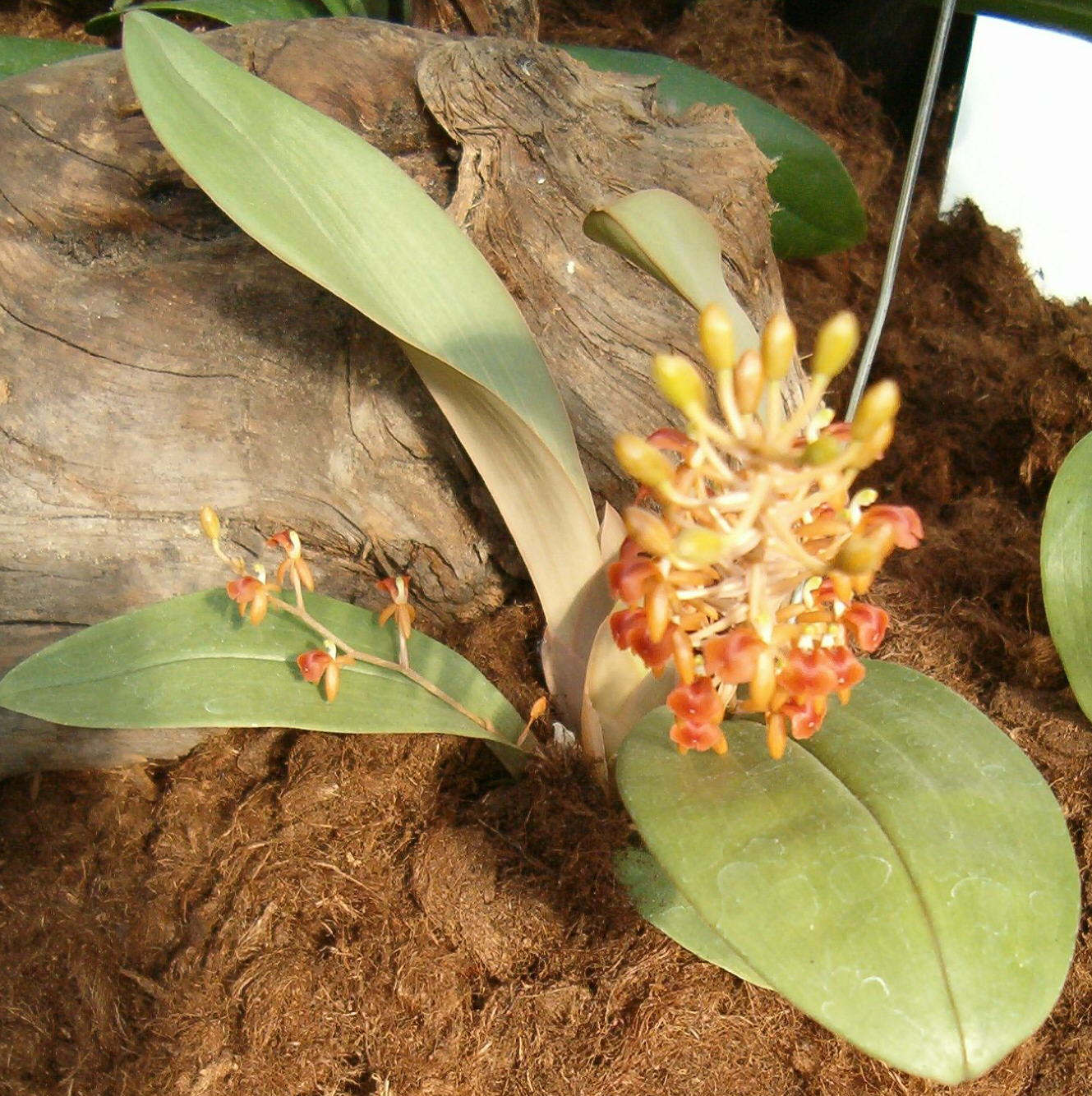
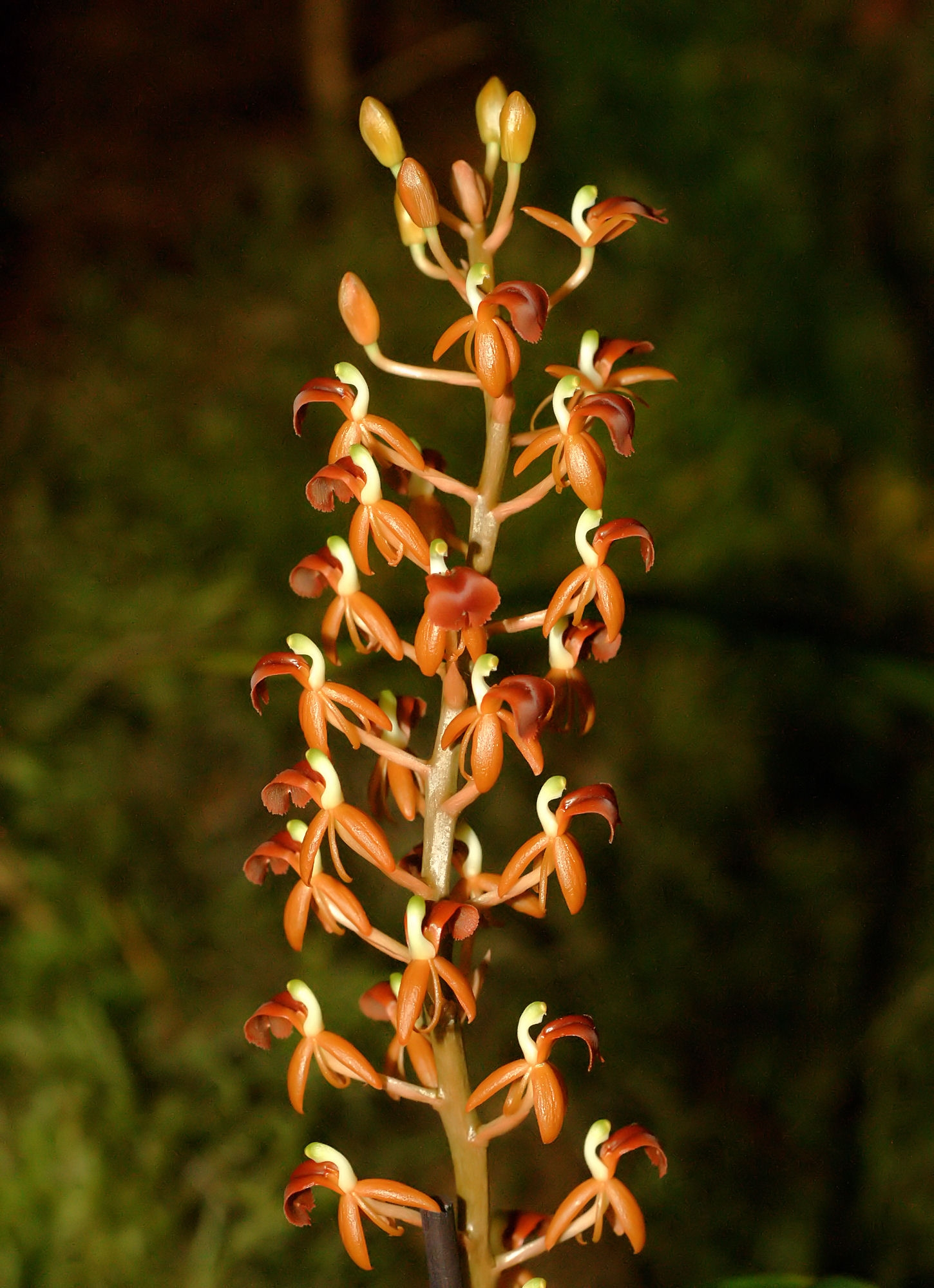
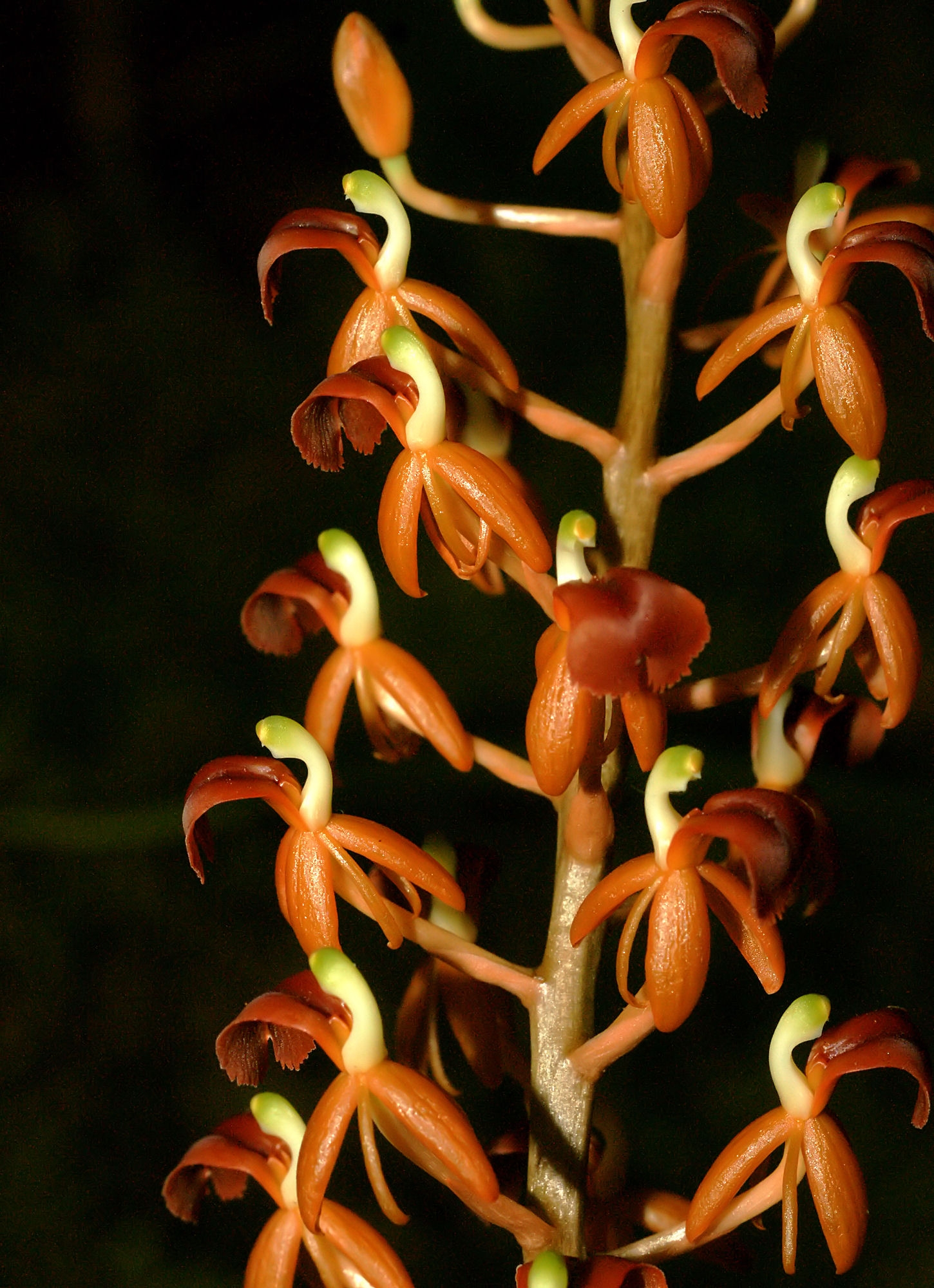
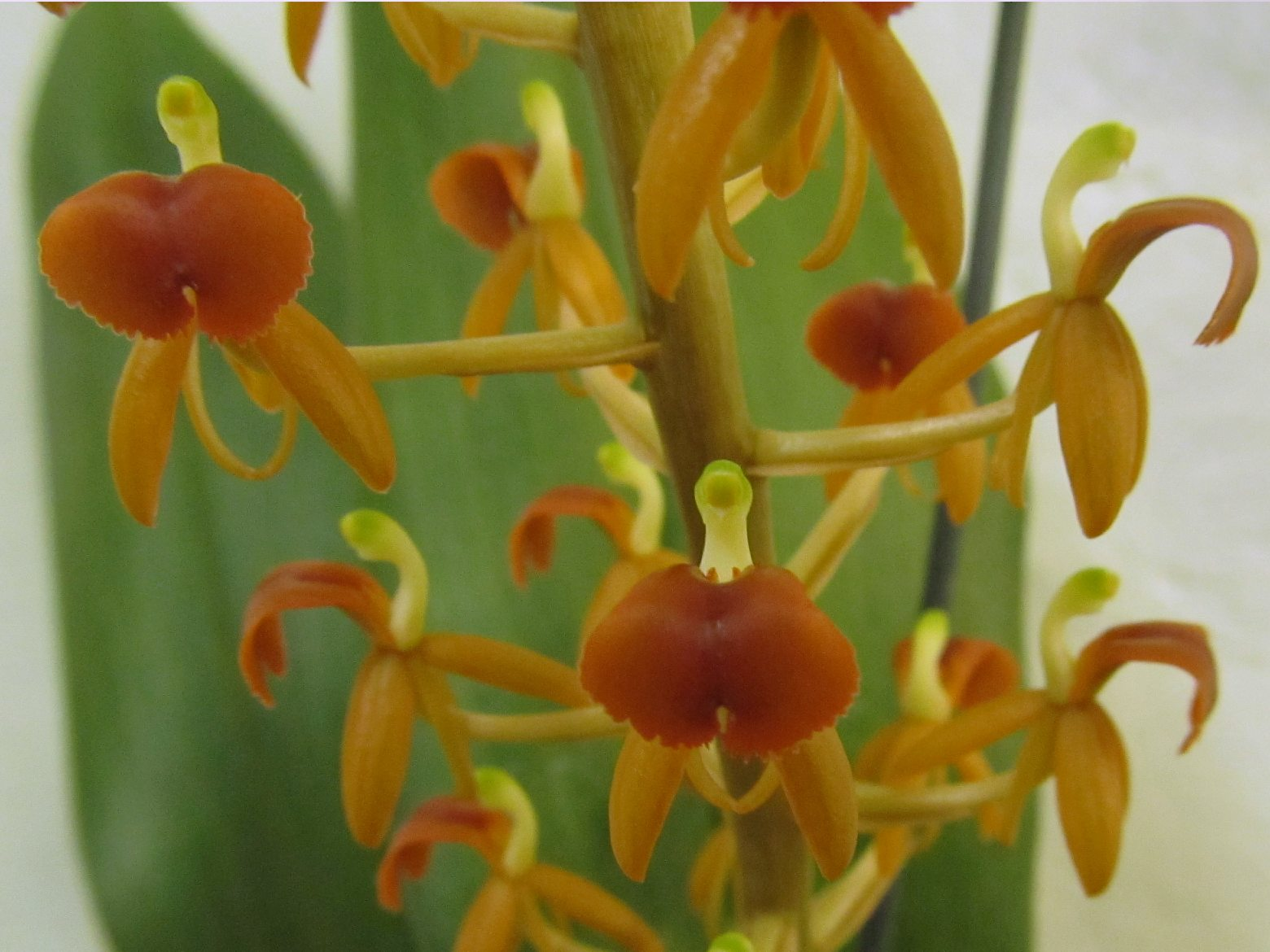